# Barrie M. Osborne
Barrie M. Osborne (New York, 7 februari 1944) is een Amerikaans filmproducent die bekend is van de The Lord of the Rings-filmtrilogie van Peter Jackson.

## Biografie
Osborne groeide op in New Rochelle. Hij studeerde aan het Carleton College in Northfield. 
In 2003 mocht hij samen met Peter Jackson en Fran Walsh de Oscar voor beste film in ontvangst nemen voor The Lord of the Rings: The Return of the King. 
Osborne woont tegenwoordig in Wellington, Nieuw-Zeeland.

## Filmografie (selectie)
| Jaar | Productie                                         | Functie              |
| ---- | ------------------------------------------------- | -------------------- |
| 1973 | Kojak                                             | Unitmanager          |
| 1979 | Apocalypse Now                                    | Productiemanager     |
| 1983 | Octopussy                                         | Productiemanager     |
| 1988 | Child's Play                                      | Uitvoerend producent |
| 1994 | Rapa Nui                                          | Uitvoerend producent |
| 1999 | The Matrix                                        | Uitvoerend producent |
| 2001 | The Lord of the Rings: The Fellowship of the Ring | Producent            |
| 2002 | The Lord of the Rings: The Two Towers             | Producent            |
| 2003 | The Lord of the Rings: The Return of the King     | Producent            |
| 2005 | Little Fish                                       | Uitvoerend producent |
| 2007 | The Waterhorse                                    | Producent            |
| 2010 | The Warrior's Way                                 | Producent            |
| 2013 | The Great Gatsby                                  | Uitvoerend producent |
| 2016 | Pete's Dragon                                     | Uitvoerend producent |